# Simaba cavalcantei
Simaba cavalcantei är en bittervedsväxtart som beskrevs av William Wayt Thomas. Simaba cavalcantei ingår i släktet Simaba och familjen bittervedsväxter. Inga underarter finns listade i Catalogue of Life.